# Imogiri (plaats)
Imogiri is een bestuurslaag in het regentschap Bantul van de provincie Jogjakarta, Indonesië. Imogiri telt 3727 inwoners (volkstelling 2010).